# FC Cascavel
FC Cascavel is een Braziliaanse voetbalclub uit de stad Cascavel in Paraná. 

## Geschiedenis
De club werd in 2008 opgericht door Juliano Belletti, ex-wereldkampioen en geboren in Cascavel. De club begon in 2009 in de derde klasse van het Campeonato Paranaense en won daar meteen met 4-0 van Matsubara. De club plaatste zich voor de finale om de titel, die ze verloren van Pato Branco. Na twee seizoenen trok de club zich in 2012 terug uit de competitie.
Het volgende jaar werd de club kampioen en ook in 2014 werden ze kampioen waardoor ze in 2015 voor het eerst in de hoogste klasse aantraden. De club slaagde erin zich te plaatsen voor de kwartfinales om de titel, maar verloor daar tegen mastodont Coritiba. Nadat de club zich in 2016 niet plaatste slaagden ze hier in 2017 wel in, maar ook nu werden ze weggeblazen door Coritiba. Later dat seizoen was de club wel succesvol in de Taça FPF, waarin ze in de eerste fase groepswinnaar werden. Na nog twee rondes te winnen verloren ze uiteindelijk in de finale van Maringá. 